# Tony Fernandes
Anthony Francis Fernandes (Kuala Lumpur, 30 aprile 1964) è un imprenditore malese.
È il fondatore di Tune Air, che ha presentato ai malesi la prima compagnia aerea a basso costo, AirAsia, con lo slogan "Ora tutti possono volare". Fernandes è riuscito a trasformare AirAsia, una compagnia aerea di bandiera in fallimento, in una compagnia aerea quotata in borsa di grande successo. Da allora ha fondato la società Tune. È anche l'azionista di maggioranza del club calcistico inglese, Queens Park Rangers. È il proprietario di Caterham Group, la società madre della casa automobilistica britannica Caterham Cars.
È stato anche determinante nel fare pressione sull'allora Primo Ministro malese, Mahathir Mohamad a metà del 2003, per proporre l'idea di accordi sui cieli aperti con le vicine Thailandia, Indonesia e Singapore. Di conseguenza, queste nazioni hanno concesso i diritti di atterraggio ad AirAsia e ad altri vettori low-cost.
A febbraio 2014, Forbes Asia ha valutato il patrimonio netto di Fernandes a 650 milioni di dollari, posizionandolo al numero 28 nell'elenco Forbes degli uomini più ricchi della Malesia.
È anche un cittadino d'oltremare dell'India, a causa della sua parziale ascendenza indiana.

## Biografia
Fernandes è nato a Kuala Lumpur il 30 aprile 1964 da padre indiano (originario di Goa) e madre di discendenza mista indiana (Malayali) e asiatica- portoghese (Kristang) cresciuta a Malacca, in Malesia. In giovane età, avrebbe seguito sua madre che vendeva Tupperware alle feste di Tupperware.
Ha studiato alla Alice Smith School di Kuala Lumpur. A partire dall'età di 12 anni, dal 1976 al 1983, ha studiato al collegio Epsom College in Inghilterra. Si è iscritto alla London School of Economics e si è laureato in contabilità . 
Ha lavorato molto brevemente con Virgin Atlantic come auditor, diventando successivamente controller finanziario per Virgin Communications di Richard Branson a Londra dal 1987 al 1989 prima di entrare a far parte della Warner Music International di Londra come Senior Financial Analyst. 
Fernandes è stato ammesso come Socio associato dell'Association of Chartered Certified Accountants (ACCA) nel 1991 ed è diventato Membro Fellow nel 1996. Attualmente è membro dell'Institute of Chartered Accountants in Inghilterra e Galles (ICAEW).
Fernandes è stato ex dirigente vicepresidente della Warner Music in Malesia e nel Sud-est asiatico presso la Warner Music South East Asia dal dicembre 1999 al luglio 2001.
Quando Time Warner annunciò la sua fusione con America Online, Fernandes lasciò la Warner Music per inseguire il suo sogno di avviare una compagnia aerea a basso costo.
Nel settembre 2001, Fernandes acquistò AirAsia e ne divenne amministratore delegato.

### AirAsia
Fu attraverso l'ex segretario generale del Ministero del commercio interno e dei consumatori della Malesia, Pahamin A. Rejab, che Fernandes venne a incontrare l'allora Primo Ministro, Mahathir Mohamad nell'ottobre 2001.
Invece di partire da zero, Mahathir consigliò a Fernandes di acquistare una compagnia aerea esistente. AirAsia, compagnia di bandiera che aveva debiti dal proprio conglomerato DRB-Hicom. Fernandes ipotecò la sua casa e utilizzò i suoi risparmi personali per acquisire la società, che comprendeva due aerei a reazione di tipo Boeing 737-300 e debiti di 11 milioni di dollari USA (40 milioni di RM), per un ringgit (circa 26 centesimi di dollaro USA), e la privatizzò. Un anno dopo la sua acquisizione, AirAsia aveva pareggiato e cancellato tutti i suoi debiti. La sua offerta pubblica iniziale (IPO) nel novembre 2004 è stata sottoscritta in eccesso del 130%.
Fernandes affermò che il suo tempismo era perfetto: dopo gli attentati dell'11 settembre 2001, i costi di leasing degli aerei sono diminuiti del 40%. Inoltre, i licenziamenti delle compagnie aeree significavano che il personale esperto era prontamente disponibile. Credeva che i viaggiatori malesi avrebbero abbracciato un servizio aereo a tariffe ridotte che avrebbe risparmiato tempo e denaro, soprattutto in un'economia ristretta. Fernandes stimò che circa il 50% dei viaggiatori delle compagnie aeree low cost asiatiche sarebbero volate per la prima volta. Prima dell'avvento di AirAsia, stimò che solo il 6% dei malesi viaggiò in aereo.
Un grande merito di Fernandes fu quello di aprire ai paesi della regione ai nuovi vettori low-cost, che in precedenza non avevano accordi sui cieli aperti. Come risultato delle pressioni di Fernandes a metà del 2003, il dottor Mahathir ha posto la questione con i suoi omologhi dei paesi vicini. Queste nazioni hanno successivamente concesso i diritti di atterraggio ad AirAsia e ad altri vettori low-cost.
In Thailandia e Indonesia, AirAsia detiene una quota di minoranza nelle rispettive società locali. Thai AirAsia, una joint venture con Shin Corporation, il più grande conglomerato di telecomunicazioni della Thailandia, ha preso il volo nel febbraio 2004 e ad oggi ha trasportato oltre 1 milione di passeggeri nel suo primo anno di attività. PT Awair, rilanciata come compagnia aerea low cost l'8 dicembre 2004 e successivamente ribattezzata Indonesia AirAsia, serve attualmente 5 destinazioni nazionali in Indonesia.
Nel 2018 Fernandes ha annunciato che sarebbero stati sviluppati più terminali di vettori a basso costo e ha confermato che mentre AirAsia aveva bisogno di nuovi aerei, non aveva ancora deciso un produttore di aeromobili.
I piani di espansione di Fernandes includono l'offerta per il contratto di operazioni e manutenzione per l'aeroporto internazionale di Clark nelle Filippine.
Nel febbraio 2020, Fernandes si è dimesso come amministratore delegato di AirAsia mentre venivano indagate le accuse di corruzione di Airbus. Un mese dopo, Fernandes ritorna come CEO di AirAsia dopo che l'indagine sulle accuse di corruzione di Airbus è stata conclusa dal Serious Fraud Office britannico, evitando qualsiasi illecito alla compagnia aerea malese.

#### Altre iniziative
Nel 2007, Fernandes ha avviato una catena alberghiera a basso costo, Tune Hotels. Ha proprietà in Gran Bretagna, Australia ed Estremo Oriente.
Nel marzo 2012 ha fatto parte dell'International Advisory Board di Global March to Jerusalem, che mira a "mobilitare la comunità internazionale in solidarietà con i palestinesi e per proteggere Gerusalemme". È stato emesso un comunicato congiunto, firmato dai vari membri del Consiglio, tra cui Fernandes.
Nel 2013 ha condotto la prima stagione di The Apprentice Asia, lo spin-off asiatico del reality show The Apprentice, in cui un gruppo di aspiranti giovani imprenditori competono per la possibilità di lavorare con Fernandes. Tuttavia, il suo ruolo sarà sostituito dal fondatore, presidente e CEO di ONE Championship, Chatri Sityodtong dalla seconda stagione (nel 2021).
Nel 2018 è stato nominato capo della Malaysia Stadium Corporation (MSC) dal Ministero della gioventù e dello sport malese.
Nel 2020, si è avventurato nella consegna di cibo poiché il Covid-19 ha colpito duramente AirAsia.

#### Caterham Group
Fernandes è il fondatore del team di Formula Uno Caterham, che ha iniziato a correre nel 2010 come Lotus Racing e nel 2011 come Team Lotus. Il 2 luglio 2014, la Caterham venne venduta ad un consorzio svizzero e mediorientale.
Il 16 dicembre 2009, Fernandes accettò una scommessa da Richard Branson, anche lui a capo di una compagnia aerea e proprietario della Virgin Racing, che sarebbe diventata rivale della Lotus. La scommessa prevedeva che il capo della team perdente avrebbe lavorato sulla compagnia aerea del vincitore per un giorno vestito da hostess. Fernandes scherzò dichiarando: "Più sexy è, meglio è. I nostri passeggeri saranno felici di essere serviti da un Cavaliere del Regno, ma conoscendo Richard, la vera sfida sarà impedirgli di chiedere ai nostri ospiti 'caffè, tè o io?' Sarebbe spaventoso". Inoltre, il team ha prodotto un poster raffigurante Branson in uniforme di Air Asia. Tuttavia, la data del volo è stata ritardata più volte: prima a causa della rottura di una gamba di Branson, poi a causa del matrimonio reale, e infine a causa di un incendio all'isola di Necker. Il 19 dicembre 2012, Fernandes ha annunciato che Branson avrebbe onorato la sua scommessa nel maggio 2013. Alla fine Branson ha onorato la scommessa il 13 maggio 2013.
La Caterham Racing, anch'essa creata da Fernandes, ha gareggiato nella GP2 Series. Nell'ottobre 2014, Tony Fernandes ha venduto la squadra a Teddy Yip Jr. e l'ha trasferita a Silverstone per fondersi con la Status Grand Prix.
Il 27 aprile 2011, Fernandes ha annunciato che la sua azienda aveva acquistato Caterham Cars.

#### Calcio
Fernandes è un tifoso del West Ham ed è stato coinvolto in trattative per una potenziale acquisizione del club nel maggio 2011, a quel punto sembrava che avrebbe acquisito il 51% nel club. L'ex presidente del West Ham, Andrew Bernhardt, è persino volato a Kuala Lumpur per cercare di finalizzare l'accordo, ma le due parti non sono riuscite a concordare il prezzo. Solo un mese dopo Fernandes ha fatto un'altra offerta per acquistare il 51% del club, anche se i comproprietari David Sullivan e David Gold hanno rifiutato la sua offerta. Sullivan ha dichiarato all'Evening Standard: "Voleva il 51% del club per due bob". Le dichiarazioni di Sullivan scatenarono delle polemiche su Twitter. "E 'stata una buona offerta con buoni soldi e ha portato a brave persone", ha detto Fernandes, "Gold e Sullivan possono dire quello che vogliono. Sono tifoso da sempre e avrei portato ottimi capitali, buone idee, nuove persone e un nuovo progetto. Per quanto riguarda l'aspetto comunicativo: Wow! Sono sempre sulla stampa che fanno affermazioni enormi. Non dovevamo essere in Europa? Ora siamo retrocessi. Due dirigenti esonerati. Tutti i giocatori buoni saranno venduti. Nessun nuovo campo di allenamento che è l'ingrediente più importante che sento. Guarda quanti infortuni abbiamo. E più investimenti all'Accademia».
Il 18 agosto 2011, appena tre mesi dopo la promozione del Queens Park Rangers in Premier League dopo un'assenza di 15 anni, Fernandes è stato presentato come azionista di maggioranza, dopo aver acquistato la quota del 66% da Bernie Ecclestone. È stato anche nominato presidente di QPR Holdings Ltd.
Mentre Neil Warnock è rimasto come allenatore del club per il loro ritorno nella massima serie, una serie di otto partite di Premier League senza vittorie alla fine ha portato al suo licenziamento. Mark Hughes è stato rapidamente nominato come suo sostituto, firmando un contratto di due anni e mezzo. Nonostante il cambio in panchina, lo scarso periodo di forma del QPR è continuato, il che li ha lasciati in lotta per la salvezza ib Premier League nelle ultime giornate della stagione 2011-2012. I rivali del Bolton Wanderers avevano bisogno di una vittoria per avere qualche possibilità di salvarsi, ma sono riusciti a raccogliere solo un pareggio con lo Stoke City, il che significa che il QPR era salvo, nonostante la sconfitta per 3-2 contro il Manchester City dopo il gol vincente negli ultimi minuti di Sergio Agüero, tra l'altro infortunato - un gol che ha consegnato il Titolo della Premier League ai danni dei rivali storici del Manchester United per differenza reti.
Mark Hughes venne confermato per la stagione 2012-2013, ma dopo soli quattro punti in 12 partite e senza una vittoria - una delle peggiori partenze nella storia della Premier League - Fernandes ha licenziato Hughes. Fernandes nominò Harry Redknapp il 24 novembre 2012 come nuovo allenatore, ma nemmeno lui è stato in grado di risolvere i problemi del QPR. Dopo un pareggio a reti inviolate con i rivali del Reading il 28 aprile 2013, entrambe le squadre retrocessero.
Parlando con i media appena una settimana dopo la retrocessione del QPR in campionato, Fernandes ha detto di essere stato sfruttato da quando ha preso un posto a sedere al Loftus Road. Dopo aver investito circa 50 milioni di sterline nel club, ha dichiarato: "Non credo che sarò più sfruttato. Penso di essermi permesso di essere sfruttato ma questa è la mia scelta. Gli agenti stanno cercando di ottenere i migliori contratti e lì non ci sono due modi per farlo, ho dovuto pagare dei premi. Ho visto tutte le parti che rendono il calcio abbastanza - forse immorale è una parola forte - ma venderebbero la nonna per fare qualcosa. Fa tutto parte dell'ecosistema del calcio ."
Nel 2013 Fernandes ha osservato in un'intervista che avrebbe lasciato il club se non fosse stato in grado di "risolvere" i loro problemi. In un'intervista del 2017, dopo un anno in Premier League nel 2014-15 e tre anni relegato in Championship dal 2015 al 18, Fernandes ha ammesso di aver commesso diversi errori, ma ha si dichiarò soddisfatto in quanto restaurato cambiò lo stemma e i colori del QPR e investì molto sullo stadio. Nell'agosto 2018, Fernandes ha comunicato che il suo mandato stava per concludersi e aveva in programma di dimettersi e consegnare la carica di presidente al vicepresidente, Amit Bhatia, cambiamento che verrà finalizzato il 15 agosto 2018.

## Vita privata
Il 14 ottobre 2017, Fernandes ha sposato l'attrice sudcoreana, Chloe Kim, all'Hotel Cap Estel, a Èze, in Costa Azzurra, dopo aver convissuto per più di due anni.
In precedenza era stato sposato con Deborah Lee Bergstrom il 1 giugno 1994 e si era separato. Hanno avuto una figlia e un figlio, Stephanie e Stephen.
Fernandes intervistato nel settembre 2016 da un quotidiano malese, dichiarò che capisce molto bene il malese ma non riesce a parlarlo molto bene.
Nel novembre 2020, ha venduto una proprietà dell'Ayrshire in Scozia per 2,5 milioni di sterline (4,45 milioni di dollari sauditi), poiché la pandemia di Covid-19 ha messo a dura prova le compagnie aeree di tutto il mondo.